# Christopher Gore
Cet article concerne l'homme politique. Pour le scénariste, voir Christopher Gore (scénariste).
Pour les articles homonymes, voir Gore.
Christopher Gore, né le 21 septembre 1758 à Boston et mort le 1er mars 1827 à Waltham, est un homme politique américain. Membre du Sénat de l'État du Massachusetts en 1788 puis gouverneur de l'État sous l'étiquette fédéraliste de 1809 à 1810, il est ensuite sénateur de cet État au Congrès des États-Unis de 1813 à 1816.